# 630

## Догађаји
- 21. март – Цар Ираклије враћа у Јерусалим Часни крст, једну од највећих хришћанских светиња. Он покушава да промовише монотелитизам, који хришћани одбацују.
- Ираклије издаје декрет да сви Јевреји морају постати хришћани; следи масакр око Јерусалима и у Галилеји (Израел), неки преживели беже у област Дара.
- Чорпан Тархан, генерал Хазара, напада и пустоши римску Јерменију. Побеђује персијску коњицу (10.000 људи) коју је послао Шарбараз да одбије инвазију.
- 1. октобар – Таџом Укʼаб Кʼахкʼ, владар мајанског града државе Калакмул у јужном Мексику умире након осам година владавине, а наслеђује га Кауак, који је владао до 636. године.
- Краљ Инглинг Олоф Тратаља оснива колонију у Вермланду. Протеран је из свог родног Вастерготланда (у данашњој Шведској).
- Краљ Рихберхт од Источне Англије умире и наследи га Сигеберхт, који се враћа из егзила у Француској. Он влада заједно са својим рођаком Ецгрицом, поново успостављајући хришћанство.
- 27. април – Краљ Ардашир III, стар 9 година, убијен је после 18 месеци владавине. Наследио га је Шахрбараз који постаје владар (шах) Сасанидског царства.
- 9. јун – Шахрбараз је убијен и наследила га Борандухт, ћерка бившег краља Хозроја II. Она се узигла на трон као 26. монарх Персије, пре него што је свргнута у корист Шапура V, чију кратку владавину затим следи владавина њене сестре Азармидокхт.
- Јануар – Битка код Хунејна: Мухамед побеђује бедуинско племе Хавазин (12.000 људи) у долини, на једном од путева који воде у Таиф (Западна Арабија).
- 5. фебруар – Опсада Таифа: Мухамед почиње да опседа Таиф и доноси овнове и катапулте да угуши град-тврђаву, али није у стању да га пробије.[5]
- 11. децембар – Освајање Меке: муслиманска војска (10.000 људи) маршира на Меку, која се предаје. Мухамед преузима град од Курејшија
- Илиг Кагхан, владар (каган) источно-турског каганата, заробљен је од стране Ли Ђинга током Танг кампање против источних Турака.